# 범빙햄
범빙햄(Bombingham)은 미국의 흑인 민권 운동 시기 미국 앨라배마주 버밍햄의 별명이다. 이 별명은 1947년에서 1965년 사이 민권 운동가에 대한 약 50건의 다이너마이트 폭탄 테러가 이어지며 붙여졌다. 처음에는 백인 거주 지역으로 이동하러는 아프리카계 미국인에 대한 폭탄 테러가 시작되었다. 나중에는 인종 차별 폐지 운동을 위해 움직이는 민권 운동가 전체를 대상으로 폭탄 테러가 확대되었다. 버밍햄 내 한 지역에서는 폭탄 테러가 너무 많이 일어나 "다이너마이트 힐"이라는 이름이 붙여진 지역도 생겨났다.

## 역사
1940년대 흑인 가구들은 버밍햄에서 백인들만 모여 사는 지역에 주택을 구매하러고 했다. 이 지역의 쿠 클럭스 클랜은 센터 스트리트의 서쪽으로 이사하러는 흑인에 대한 폭탄 테러를 시도했으며, 때로는 집에 총이나 폭탄을 발사하거나 집 문 앞에 불을 지르기도 했다. 이러한 테러 공격으로 센터 스트리트는 "다이너마이트 힐"이라는 이름이 붙여졌다. 1940년대 후반에서 1960년대까지 버밍햄에서는 40건이 넘는 미해결 폭탄 테러 사건이 발생했다. 클랜은 주로 버밍햄에 거주하던 인권변호사인 아서 쇼어를 표적으로 테러했다. 일부 가구는 인종 분리 철폐 정책을 지지하기 위해 버밍햄을 떠나지 않고 테러를 버텨내는 경우도 있었다.

## 테러 목록
1. 1949년 7월 28일 - 밀턴 커리 주니어 목사의 자택, 센터 스트리트 노스 1100.[4]
2. 1949년 8월 2일 - 밀턴 커리 주니어 자택 2차 테러[4]
3. 1950년 4월 22일 - 밀턴 커리 주니어 자택 3차 테러[4]
4. 1950년 12월 21일 - 버밍햄시 구역법에 이의를 제기한 센터 스트리트 노스 950의 먼로와 메리 민즈 몽크의 집[4]
5. 1956년 12월 24일 - 베델 침례교회의 흑인 목사이자 운동가인 프레드 셔틀워스의 주택.[5]
6. 1956년 12월 31일 - 흑인 가정 1채가 폭탄 테러를 당했다.[5]
7. 1957년 7월 - 흑인 가정 1채가 폭탄 테러를 당했다.[5]
8. 1957년 12월 - 흑인 가정 5채가 폭탄 테러를 당했다.[5]
9. 1957년 날짜 미상 - 파운틴 하이츠의 13 스트리트 노스 1216이 폭탄 테러를 당했다.[4]
10. 1958년 6월 29일 - 쿠 클럭스 클랜이 흑인 교회를 폭탄테러했다.[5]
11. 1958년 7월 17일 - 쿠 클럭스 클랜이 흑인 가구를 폭탄테러했다.[5]
12. 1962년 1월 16일 - 쿠 클럭스 클랜이 흑인 교회 3곳을 폭탄테러했다.[5]
13. 1962년 12월 14일 - 흑인 교회가 폭탄테러당했다.[5]
14. 1963년 5월 12일 - 흑인 민권 운동가의 주택 2곳이 폭탄테러당했다.[5]
15. 1963년 8월 15일 - 인종 통합 상점이 폭탄테러당했다.[5]
16. 1963년 8월 20일 - 민권 변호사 아서 쇼어의 집이 폭탄테러당했다.[5]
17. 1963년 9월 4일 - 아서 쇼어의 주택 2차 테러.[5]
18. 1963년 9월 8일 - 흑인 사업체가 폭탄테러당했다.[5]
19. 1963년 9월 15일 - 16번가 침례교회 폭탄 테러로 소녀 4명이 사망했다.[6]
20. 1963년 10월 2일 - 흑인 사업체가 폭탄테러당했다.[5]
21. 1965년 3월 21일 - 쿠 클럭스 클랜이 흑인 거주 지역을 폭탄 테러하길 시도했다. 폭발하기 이전 시한폭탄이 발견되었다.[5]
22. 1965년 4월 1일 - 쿠 클럭스 클랜이 흑인 회계사의 집을 폭탄테러했고 시장과 시의회장의 집도 폭파하러 기도했다.[5]

## 참고 문헌
- Eskew, Glenn T. (1997). 〈Bombingham〉. 《But for Birmingham: The Local and National Movements in the Civil Rights Struggle》. University of North Carolina Press. ISBN 9780807846674.